# دوگردان خونسرخ
دوگردان خونسرخ، روستایی در دهستان گچین بخش مرکزی شهرستان بندرعباس در استان هرمزگان ایران است.

## جمعیت
بر پایه سرشماری عمومی نفوس و مسکن در سال ۱۳۹۵، جمعیت این روستا برابر با ۱٬۴۱۲ نفر (۴۳۶ خانوار) بوده است.